# Normale Größenordnung
In der Zahlentheorie ist die normale Größenordnung einer zahlentheoretischen Funktion eine einfachere oder besser verstandene Funktion, die „im Allgemeinen“ dieselben oder angenäherte Werte annimmt.

## Definition
Es sei {\displaystyle f} eine Funktion über den natürlichen Zahlen. Man sagt, {\displaystyle f} ist von der normalen Größenordnung {\displaystyle g}, wenn für jedes {\displaystyle \varepsilon >0} die Ungleichung
{\displaystyle |f(n)-g(n)|<\varepsilon \cdot g(n)}
für "fast alle" {\displaystyle n} erfüllt ist. Damit ist hier gemeint, dass die asymptotische Dichte der Zahlen, die ihr genügen, gleich 1 ist: Wenn also
{\displaystyle a(N,\varepsilon )} als Anzahl dieser Zahlen im Intervall {\displaystyle n\in [1,N]} definiert wird, ist für jedes {\displaystyle \varepsilon >0} der Grenzwert
{\displaystyle \lim _{N\to \infty }{\frac {a(N,\varepsilon )}{N}}=1}.
Üblicherweise benutzt man Näherungsfunktionen {\displaystyle g}, die stetig und monoton sind.
Natürlich besitzt nicht jede zahlentheoretische Funktion eine normale Größenordnung. So hat z. B. die Funktion
{\displaystyle f(n):=0} ({\displaystyle n} gerade),  {\displaystyle f(n):=2} ({\displaystyle n} ungerade) keine normale Größenordnung (sie hat aber die durchschnittliche Größenordnung {\displaystyle f(n)\sim 1}.)

## Beispiele

Werte und normale Größenordnung von ω(n) und Ω(n)

Werte und normale Größenordnung von ln (d(n))

- Die normale Größenordnung der Ordnung {\displaystyle \Omega (n)} von {\displaystyle n}, also der Anzahl der (nicht notwendigerweise verschiedenen) Primfaktoren von {\displaystyle n}, als auch von {\displaystyle \omega (n)} als Zahl der verschiedenen Primfaktoren, ist {\displaystyle \ln \ln n} und ist damit auch gleich ihrer durchschnittlichen Größenordnung (Satz von Hardy und Ramanujan).
 Da die Funktion {\displaystyle \ln \ln n} sehr langsam wächst, bedeutet das, dass z. B. eine Zahl in der Nähe von {\displaystyle 10^{80}} (näherungsweise die Anzahl der Protonen im sichtbaren Universum) im Allgemeinen aus 5 oder 6 Primfaktoren zusammengesetzt ist.
- Die normale Größenordnung des Logarithmus der Teileranzahlfunktion {\displaystyle \ln d(n)} ist {\displaystyle \ln 2\cdot \ln \ln n} (Hardy/Ramanujan). Das heißt, für beliebiges {\displaystyle \varepsilon >0} besteht die Ungleichung
 {\displaystyle 2^{(1-\varepsilon )\ln \ln n}<d(n)<2^{(1+\varepsilon )\ln \ln n}} für fast alle {\displaystyle n}.